# Rétaud
Rétaud is een gemeente in het Franse departement Charente-Maritime (regio Nouvelle-Aquitaine). De plaats maakt deel uit van het arrondissement Saintes. Rétaud telde op 1 januari 2022 1.057 inwoners.

## Bezienswaardigheden
- De romaanse kerk Saint-Trojan dateert uit de 12e eeuw en is geklasseerd als monument historique. Ze heeft een mooi bewerkte apsis en opmerkelijke kraagstenen.
- Kasteel van Chatenet (15e en 17e eeuw), geklasseerd als monument historique.
- Logis de Vallade (tweede kwart van de 18e eeuw)

## Geografie
De oppervlakte van Rétaud bedroeg op 1 januari 2022 19,92 vierkante kilometer; de bevolkingsdichtheid was toen 53,1 inwoners per km².
De onderstaande kaart toont de ligging van Rétaud met de belangrijkste infrastructuur en aangrenzende gemeenten.

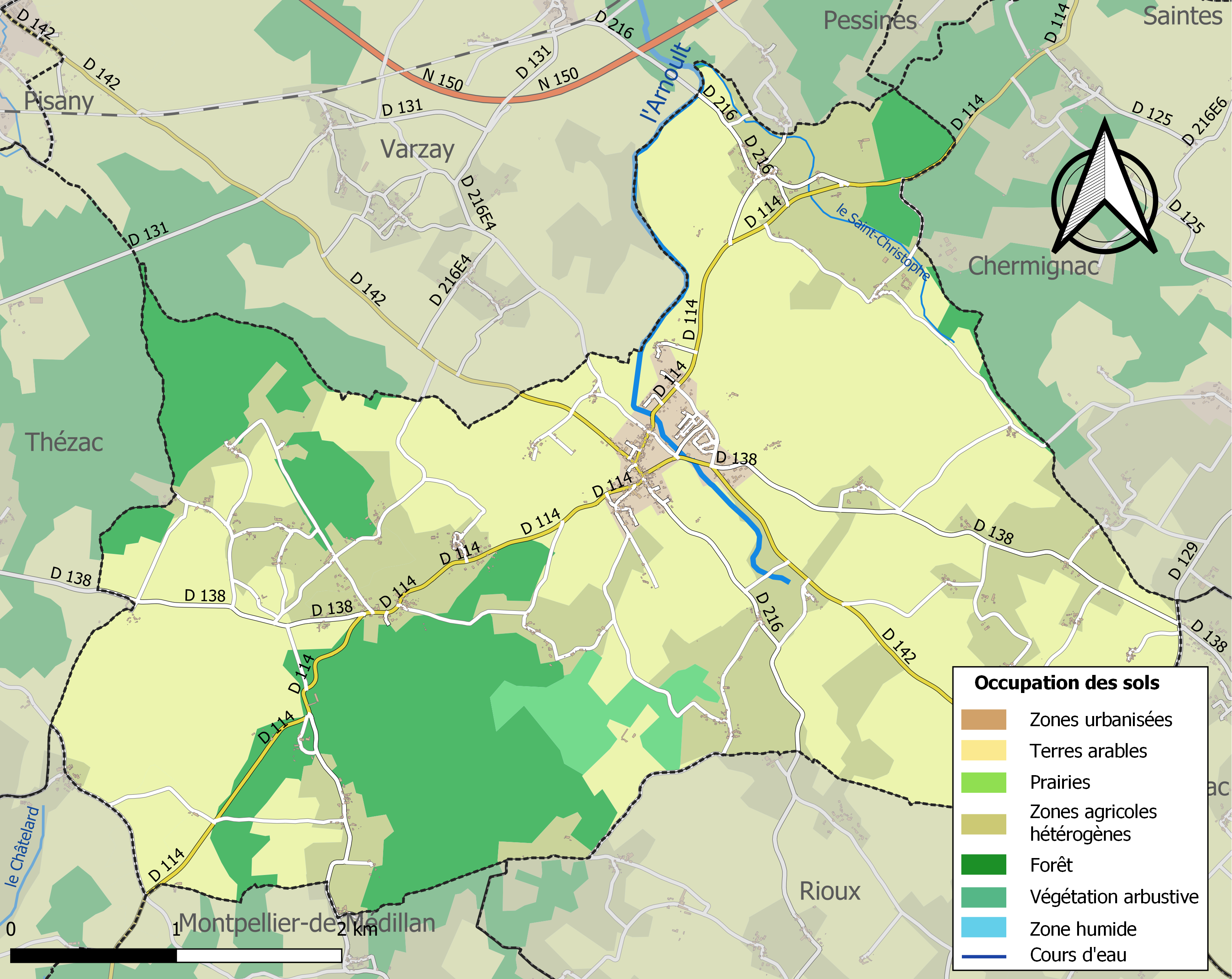

## Demografie
Onderstaande figuur toont het verloop van het inwonertal (bron: INSEE-tellingen).